# هيكل خارجي (مركبات)

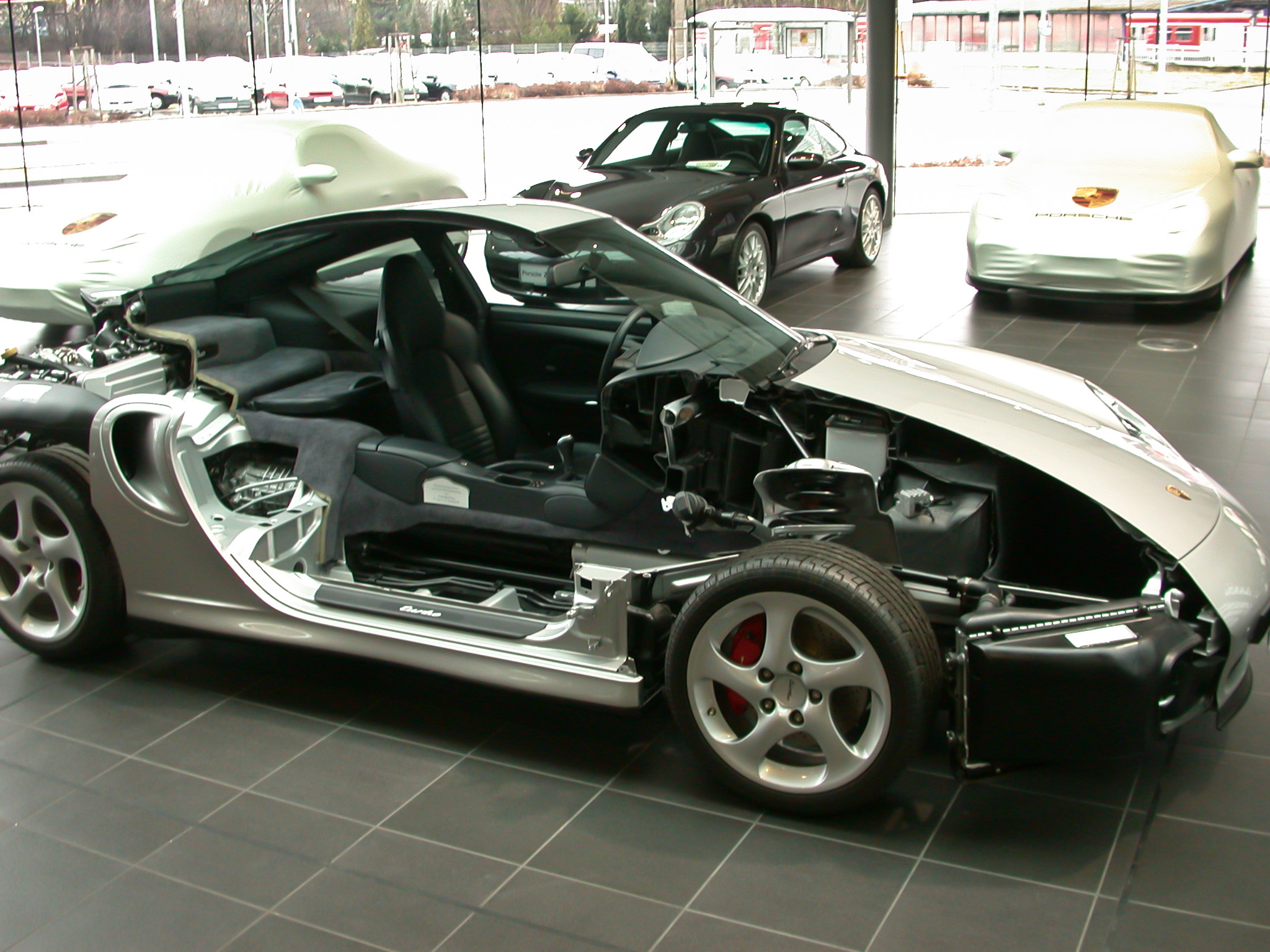
سيارة بورش 911 بعد إزالة نصف هيكلها الخارجي.

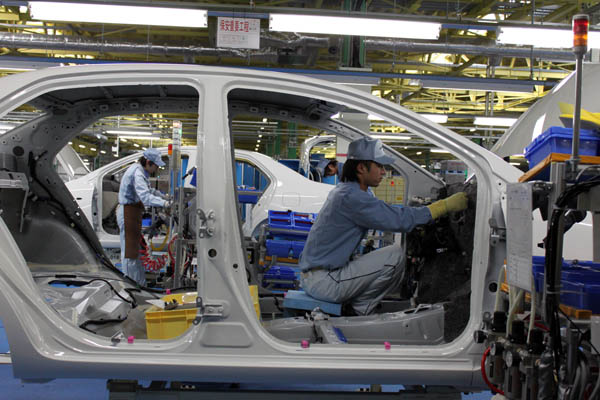
تداخل الهيكلين القاعدي والخارجي في سيارة من طراز تويوتا

هيكل السيارة أو الجسم أو البودي (بالإنجليزية: Body)‏ أو الكاروسوري (بالفرنسية: Carrosserie)‏  هو المعدن الخارجي الظاهر للعيان، والذي يعطي السيارة شكلها المميز. في السيارات الحديثة يحمل شيء من الحمل الإجمالي بجانب الهيكل القاعدي ويشكل الهيكل القاعدي جزء من الهيكل الخارجي بدوره، فلا يمكن التمييز بينهما أحيانا. ويتم طلاء الهيكل بمواد خاصة لتعرضه للتقلبات الجوية كافة.